# Schrijfkanon
Het Schrijfkanon is een kunstwerk van de Nederlandse kunstenaar Peter Zegveld in Almere. Het kunstwerk heeft als thema "De pen is machtiger dan het zwaard" en staat bekend als het Schrijfkanon. Het Schrijfkanon staat langs de Hogering, oftewel de provinciale weg N 702, ter hoogte van de ingang van Literatuurwijk.

## Herkenningspunt
Toen de wijk "Land der geletterden", in de Literatuurwijk, gebouwd was, wilden de projectontwikkelaars een kunstwerk schenken als herkenningspunt van de nieuwe wijk. Zij vroegen drie kunstenaars een ontwerp te maken waaruit de bewoners konden meebepalen welk van de drie kunstwerken het meest bij de wijk paste.

## De keuze van de bewoners
De projectontwikkelaar, Joost 2 V.O.F., vond dat het beeld dat aan de gemeente Almere werd geschonken in samenspraak met de nieuwe bewoners moest worden gekozen. De nieuwe bewoners en de gebruikers van de autoweg zouden het dagelijks zien. De nieuwe bewoners mochten aangeven welk ontwerp van de drie kunstenaars het meest paste bij de nieuwe wijk. Het Schrijfkanon in de vorm van een pen representeerde de wijk het best en dus werd deze gekozen. De straatnamen bestaan met name uit schrijvers en schrijven doe je met een pen. De symboliek die uitging van het kunstwerk sprak de bewoners aan. Niet vechten, maar met woorden oplossingen zoeken, dat is macht. Het beeld kan agressief overkomen, maar juist doordat de loop van het kanon een pen is, geeft dit beeld weer dat in plaats van dat men zich verdedigd met kogels en of geweld, dat men zich juist met woorden kan verdedigen in deze jonge en snelgroeiende stad dat zich nog volop aan het ontwikkelen is. De bewoners waren erg blij met de keuze voor het Schrijfkanon.

## Kunstenaar: baken, uitkijkpost en ontmoetingsplaats
De maker van het kunstwerk, Peter Zegveld, zei erover: "Je kent ze wel, van die oude kanonnen aan bijvoorbeeld de rand van de haven van Vlissingen. Zo'n relikwie uit oude tijden vond ik goed passen op die plek, maar ook passend bij schrijvers uit het verleden. Daarom kreeg het kanon de vorm van een pen, compleet met sleufje in de punt, zoals bij een ouderwetse vulpen. Dat detail zie je echter pas als je het beeld vanuit de wijk benadert via een schelpenpad dat naar de dijk voert. Het Schrijfkanon is dus niet alleen een baken vanaf de weg, maar vanuit de wijk ook een uitkijkpost en ontmoetingsplaats. Kinderen mogen erop klimmen en eraf glijden, hoewel dat laatste bemoeilijkt wordt door een klein inktpotje op de plaats waar bij een kanon de lont zit. Ik heb overwogen om het hobbeltje weg te halen, maar ik vond het toch een te belangrijk detail voor het totale beeld. Net als de sleuf in de punt en de uitstekende assen in de wielen." Bij het Schrijfkanon ligt ook een plaquette met de woorden: "Het woord machtiger dan het zwaard". Verder staat de naam van de kunstenaar Peter Zegveld erop en de V.O.F. 2 Joost die het aangeboden heeft aan de gemeente Almere.

## Onthulling van het beeld
Hans Ouwerkerk (voormalig burgemeester van Almere) onthulde op 3 oktober 2001 het kunstwerk. Het kunstwerk is ongeveer 2 meter breed, 5 meter lang en 2,5 meter hoog. Men moet erlangs rijden als men de Literatuurwijk via de Hogering wil inrijden maar ook vanaf de autoweg is het beeld goed te zien door voorbijrijdende bestuurders. Voor voetgangers is het kunstwerk minder goed zichtbaar. Het kunstwerk dat langs de weg staat is behoorlijk groot. Het is een statig beeld dat men niet kan missen. Het kunstwerk is van brons. Het staat op een betonnen sokkel. De plaquette ernaast is tevens van brons.

## Locatie
De huidige coördinaten van het beeld zijn lengtegraad 5° 10' 25,428" O, breedtegraad 52° 21' 23,868" N. Het beeld heeft echter niet altijd hier gestaan. In 2001 werd het Schrijfkanon werd bovenop de geluidswal geplaatst, en het was makkelijk te bereiken. De geluidswal waar het Schrijfkanon sinds 2001 op stond is in 2006 opgehoogd. Ook het Schrijfkanon is toen hoger geplaatst, waardoor het vanuit de wijk minder goed zichtbaar was. Het was nog wel bereikbaar via het Schelpenpad. In 2023 is de Hogering verbouwd en heeft het Schrijfkanon een nieuwe plaats gekregen. Hierdoor kan men het kunstwerk niet benaderen (zoals de kunstenaar oorspronkelijk had beoogd). Vandaag de dag staat het beeld niet meer op het Schelpenpad. Sinds er aan de verbreding van de Hogering is gewerkt, stond het beeld aan de ingang van de Literatuurwijk. Sinds 25 november 2022 staat het Schrijfkanon op een nieuwe plek in een van de vierkante nissen in het nieuwe Bastion op de kruising van de Hogering met de Herman Gorterweg.  Arc 2 architecten maakte in samenwerking met Antea Group het ontwerp voor het schrijfkanon. Het beeld is nog steeds zichtbaar vanaf de weg, maar minder goed vanuit de wijk. Het is nu niet meer mogelijk om bij het beeld te komen. Het beeld staat achter een glazen wand. Het Schelpenpad is niet meer een lang wandelpad. Het is gereduceerd tot een weggetje, wel van schelpen, dat leidt naar het monument.

## Afbeeldingen

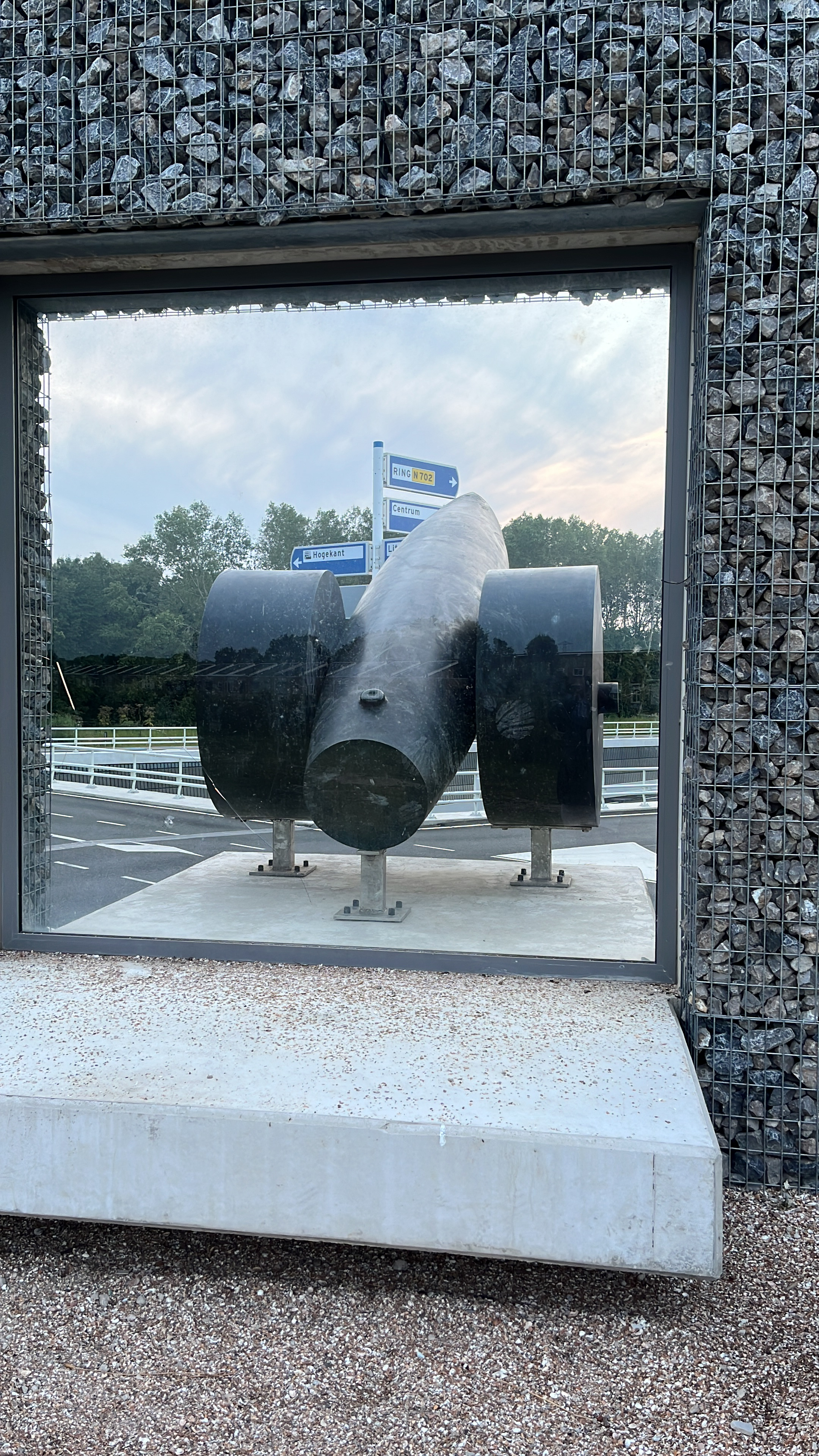
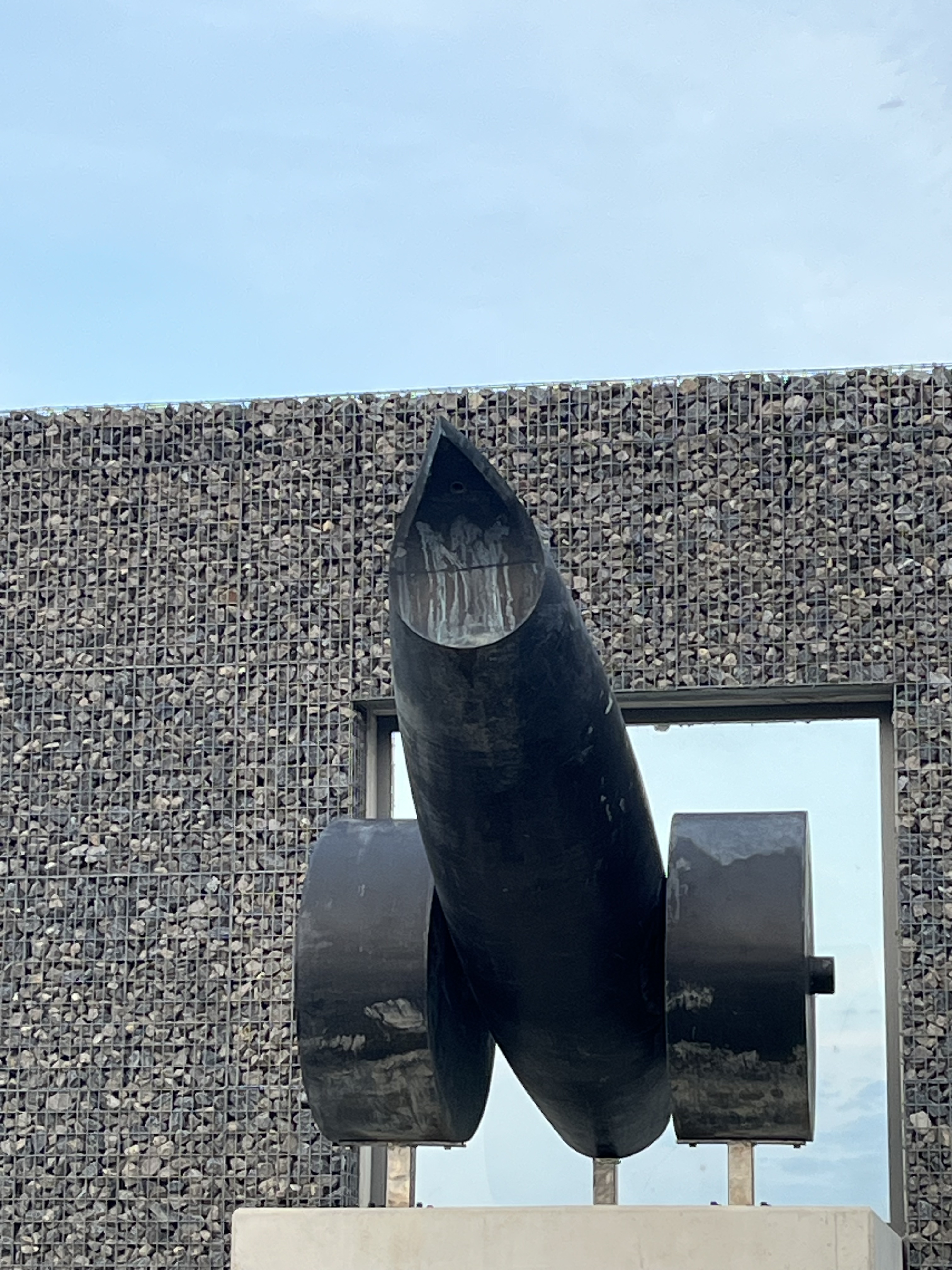
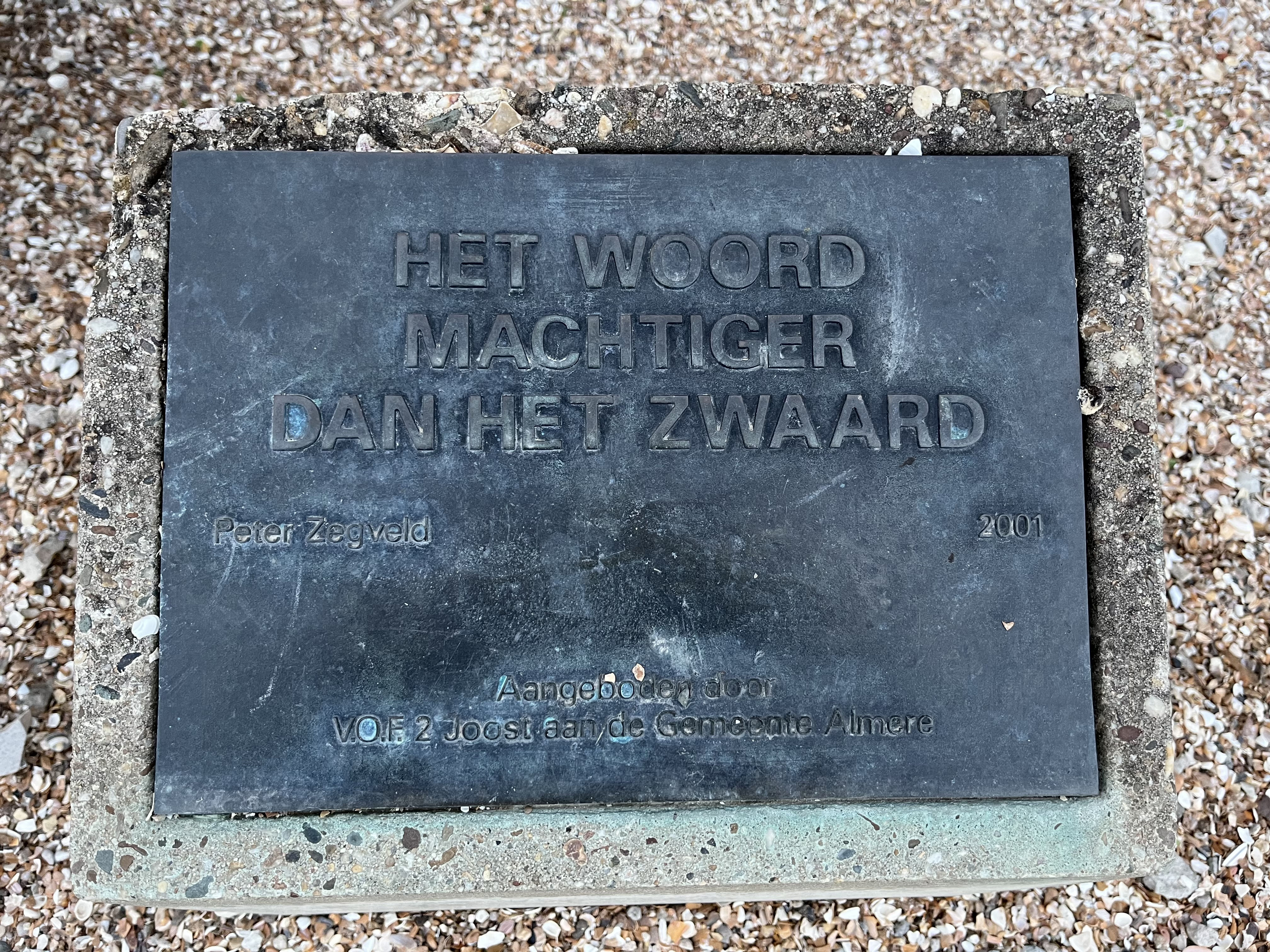